# Otto Galle
Otto Galle (* 31. Juli 1897 in Gadewitz; † 16. August 1944 in Dresden) war ein Dresdner Arbeiterfunktionär und Widerstandskämpfer gegen den Nationalsozialismus.

## Leben

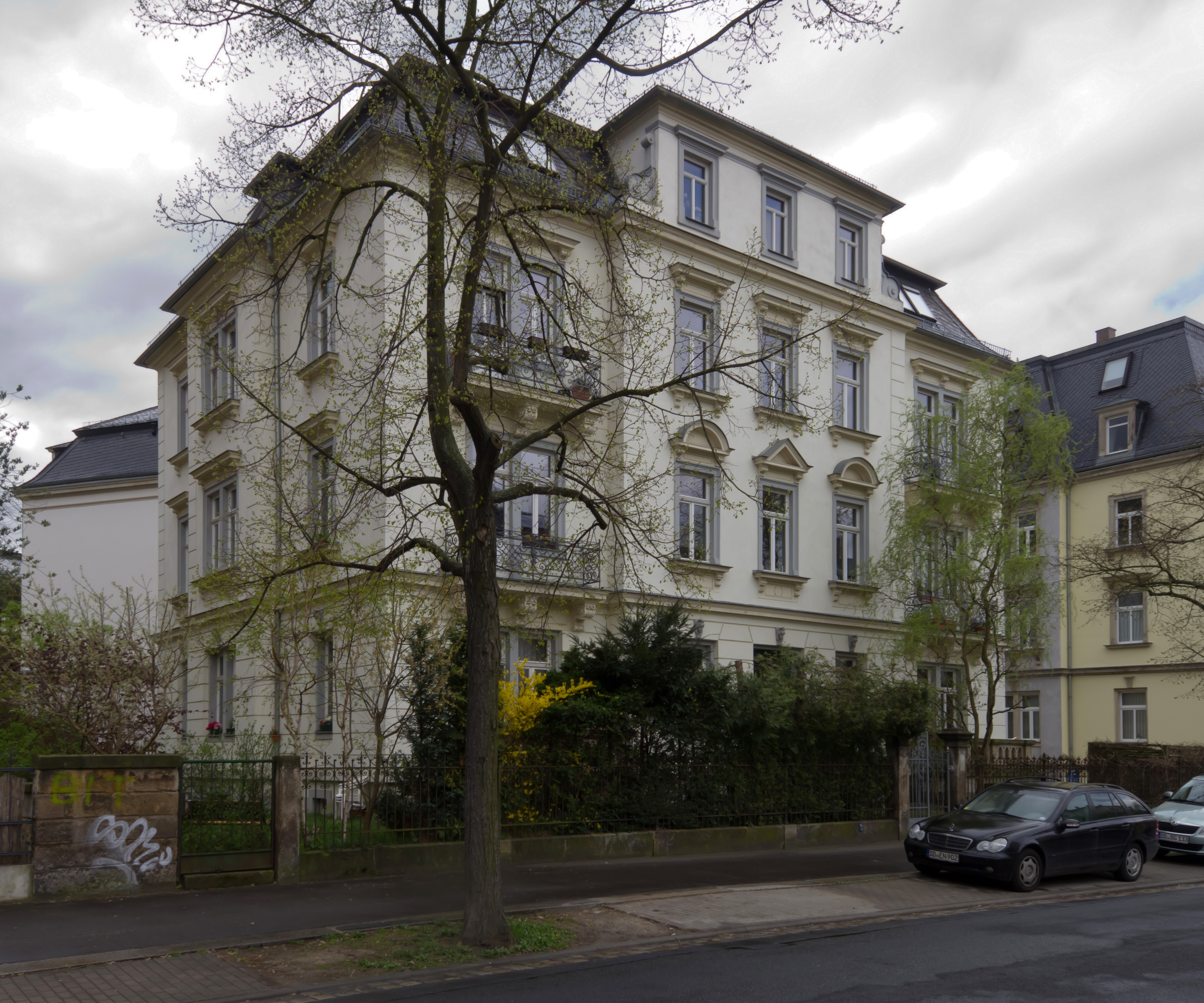
Wohnhaus Kyffhäuserstraße 30, in dem Otto Galle mit seiner Familie lebte

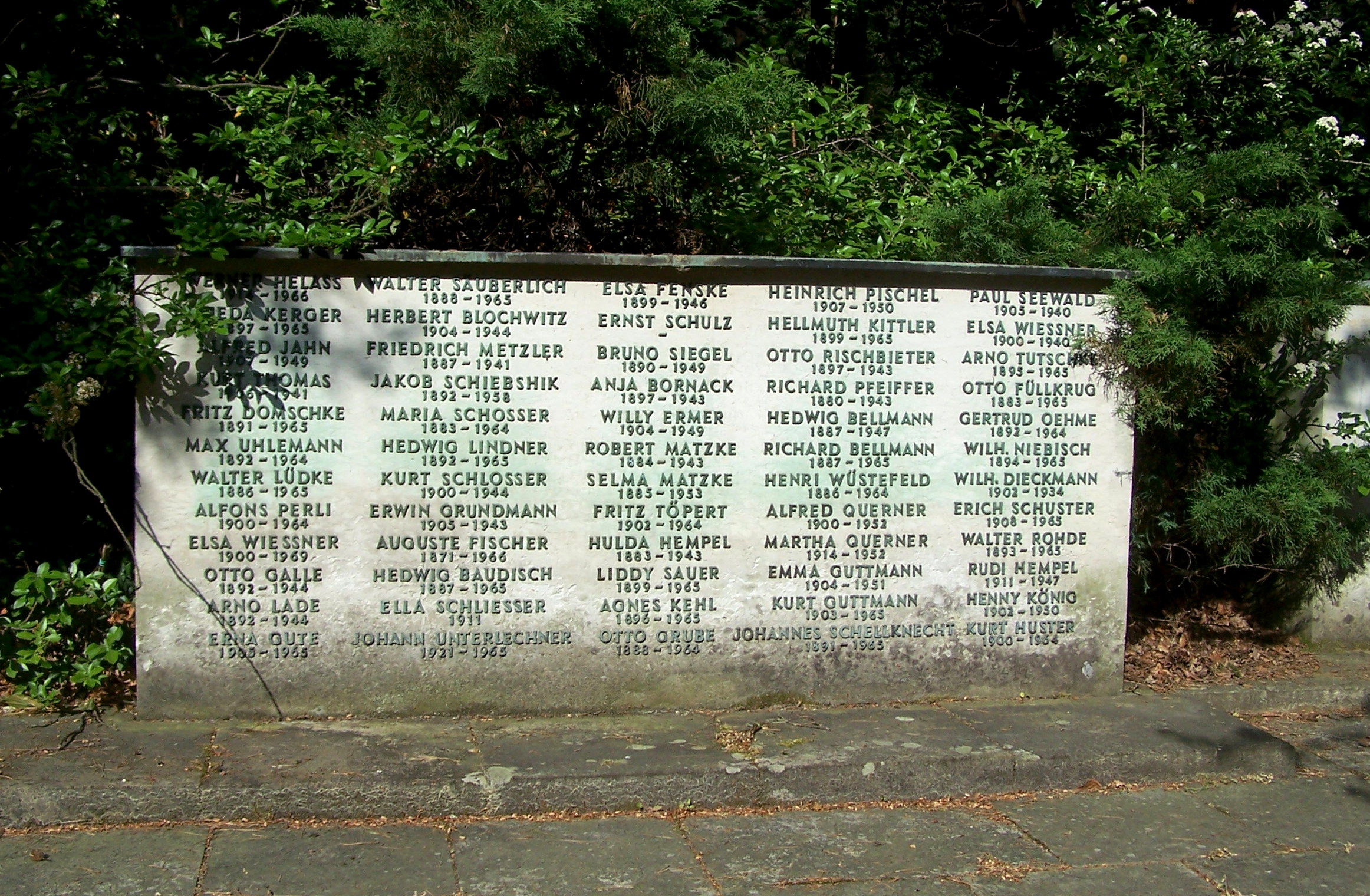
Otto Galles Urnengrab auf dem Heidefriedhof

Galle absolvierte eine Ausbildung als Schuhmacher. Er nahm als Soldat am Ersten Weltkrieg teil und wurde mit dem Eisernen Kreuz II. Klasse ausgezeichnet. Galle heiratete 1920; der Ehe entstammten zwei Töchter. Nach dem Krieg arbeitslos geworden, ging Galle mit seiner Familie nach Essen, wo er im Bergbau tätig wurde. Die Familie kehrte nach Dresden zurück und lebte ab Mitte der 1920er-Jahre in einer Dachwohnung in der Kyffhäuserstraße 30. Im Jahr 1925 trat Galle der KPD bei. Nach kurzer Arbeit als Schuhmacher in Dresden und Radebeul, wobei er sich aktiv in die Revolutionären Gewerkschaftsopposition einbrachte, wurde Galle erneut arbeitslos, betätigte sich jedoch aktiv in der KPD, nahm an Versammlungen teil und war Kassierer der Partei, wobei er ab 1931 als Kassierer in seinem Stadtteil Striesen tätig war. Zudem war er an der Herstellung von Flugblättern und Handzetteln beteiligt.
Nach der Machtergreifung der Nationalsozialisten gehörte Galle zu denjenigen, die zu den im KZ Hohnstein Gefangenen Kontakt herstellte und illegale Materialien in die Burg schmuggeln ließ. Im Januar 1934 wurde Galle verhaftet und verbrachte mehrere Monate im Dresdner Polizeipräsidium. Ab April saß er im Landgericht am Münchner Platz in Untersuchungshaft und war von Juli bis Dezember 1934 Gefangener in der Haftanstalt Mathildenstraße. Im November 1934 wurde er vom Oberlandesgericht Dresden wegen „Vorbereitung zum Hochverrat“ und Weiterführung der KPD zu 27 Monaten Haft verurteilt, die er im Zuchthaus Zwickau verbrachte. Einen Antrag auf Aufhebung der Wehrunwürdigkeit, der ihm kurz vor Ende der Haftzeit geraten wurde, lehnte er ab. Seine Haftzeit wurde daraufhin verlängert; er wurde dafür in das KZ Sachsenburg deportiert.
Nach seiner Entlassung stand Galle erneut mit Widerstandsgruppen in Dresden in Verbindung und pflegte enge Kontakte unter anderem zu Paul Gruner und Herbert Blochwitz. Im Jahr 1943 war er Teil der Widerstandsgruppe um Kurt Schlosser. Galle wurde am 3. Dezember 1943 erneut verhaftet und mit Kurt Schlosser, Herbert Blochwitz und Arthur Weineck Ende Juni 1944 wegen „kommunistischen Umsturzversuches“ zum Tode verurteilt. Am 16. August 1944 wurden alle vier im Hof des Landgerichts am Münchner Platz hingerichtet. Sein Urnengrab befindet sich im Ehrenhain auf dem Heidefriedhof.

## Widersprüchliches Gedenken

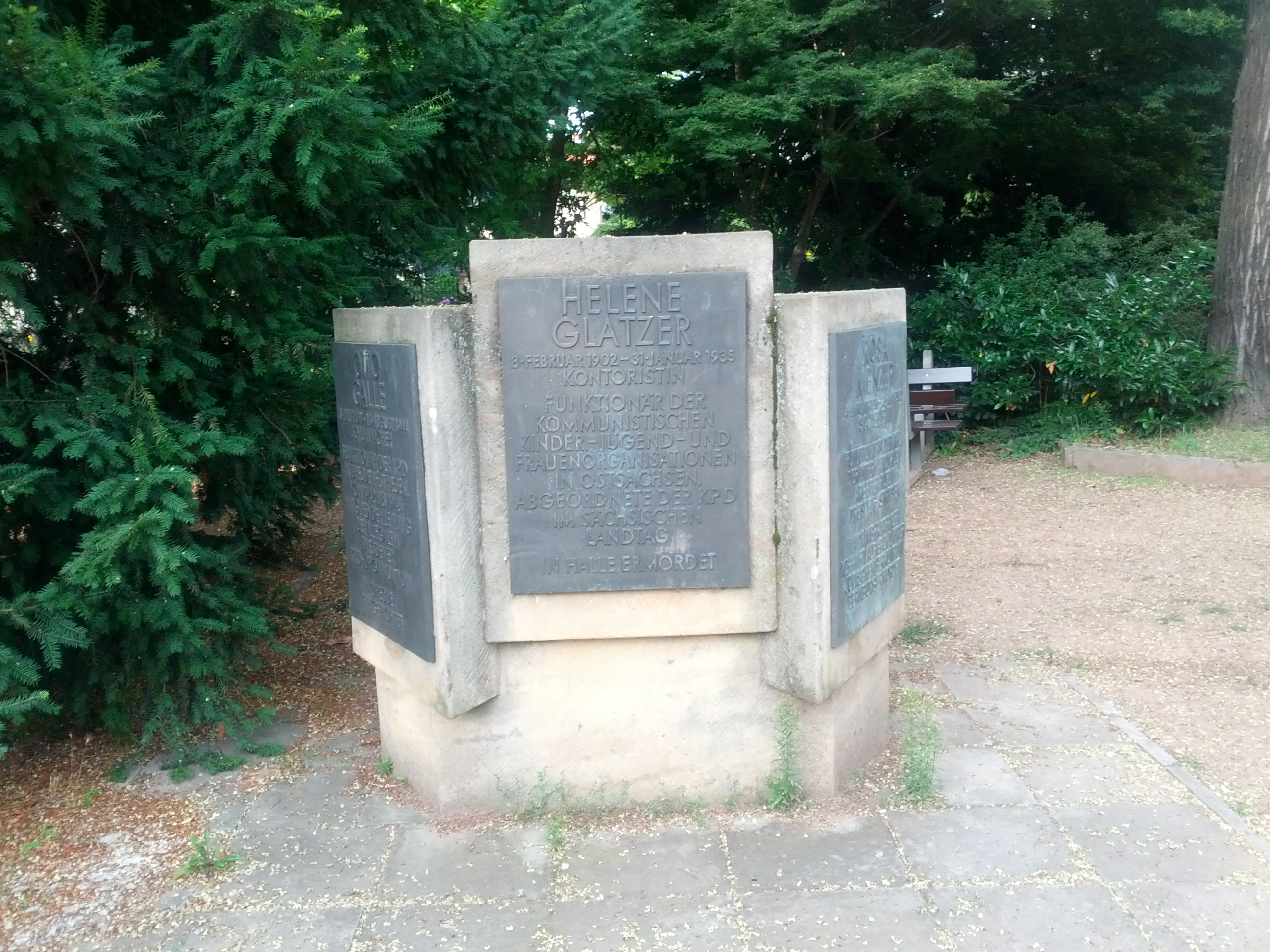
Denkmal für Otto Galle, Helene Glatzer und Rosa Menzer, 1988

Der für die letzte Verhaftung Galles verantwortliche Gestapo-Mitarbeiter Otto Boden lebte zunächst unter falschem Namen als Mitglied der SED in der DDR. Als er 1954 identifiziert wurde, zog man Boden nicht zur Verantwortung, sondern warb ihn als Geheimen Informanten des Ministeriums für Staatssicherheit an. Dies ermöglichte Boden die Flucht in die Bundesrepublik Deutschland, wo er unbehelligt blieb.
Von 1946 bis 1993 trug die Kyffhäuserstraße in Dresden den Namen Otto-Galle-Straße. Die 20. Polytechnische Oberschule trug den Ehrennamen „Otto Galle“. Sie wurde nach der Wende die 20. Grundschule und ist seit 2000 geschlossen.
Anlässlich des XI. Parteitages der SED wurde im September 1988 auf dem Barbarossaplatz in Dresden ein von Vinzenz Wanitschke geschaffenes Sandstein-Denkmal für Otto Galle, Rosa Menzer und Helene Glatzer enthüllt. Die Schrifttafeln aus Bronze mit einem kurzen Lebenslauf entwarf Martin Hänisch. In der Kleingartenlage an der Prof.-Ricker-Straße in Dresden erinnerte ein Gedenkstein an Otto Galle; an seinem Wohnhaus Kyffhäuserstraße 30 war noch 2000 eine Gedenktafel für Galle angebracht.